# Village folklorique de Hida Minzoku Mura
Le village folklorique de Hida Minzoku Mura (飛騨民俗村, Hida Minzoku Mura) est un musée de plein air comprenant près de 30 fermes anciennes illustrant les styles architecturaux traditionnels des régions montagneuses du Japon. 

## Galerie d'images

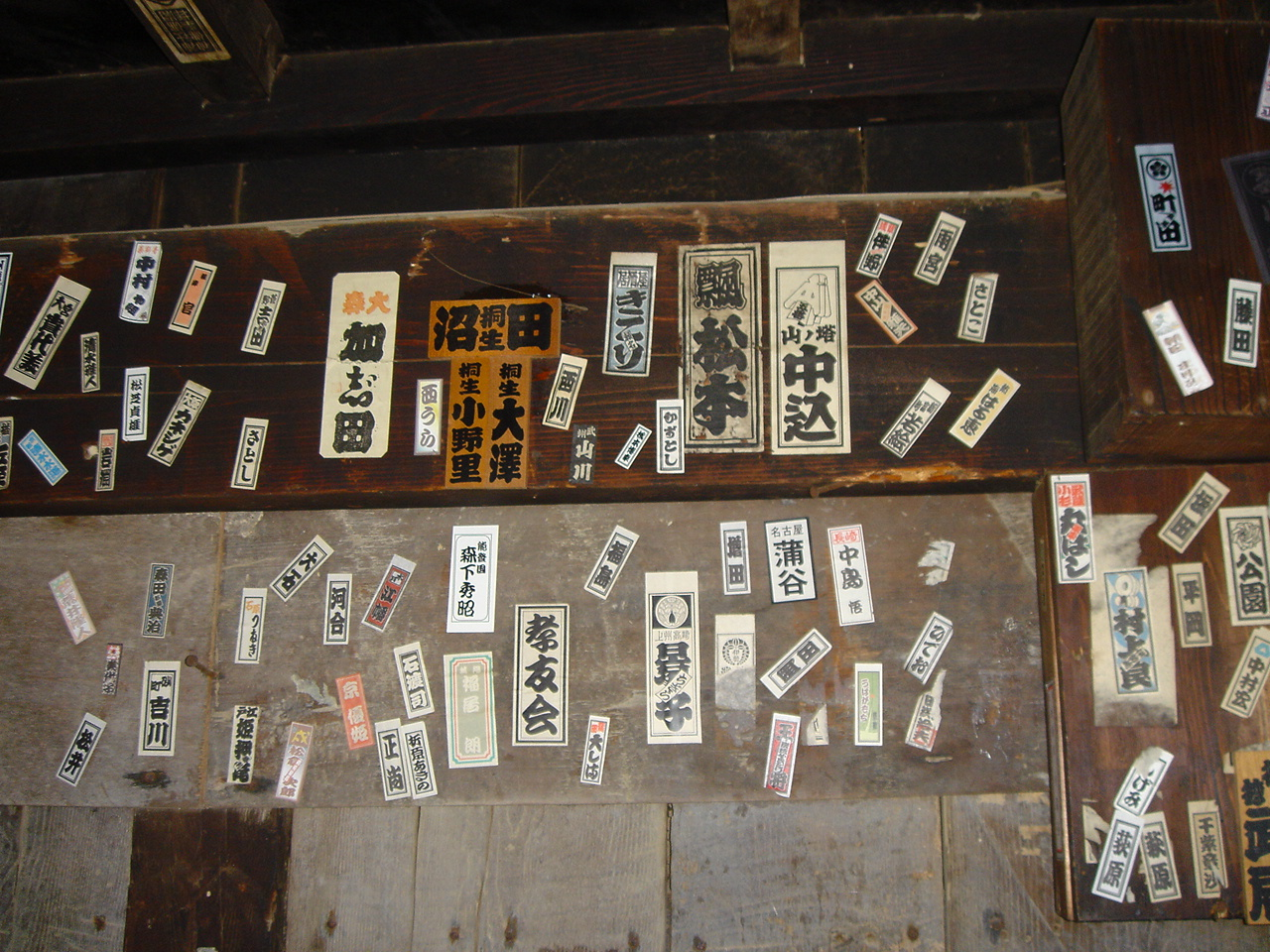
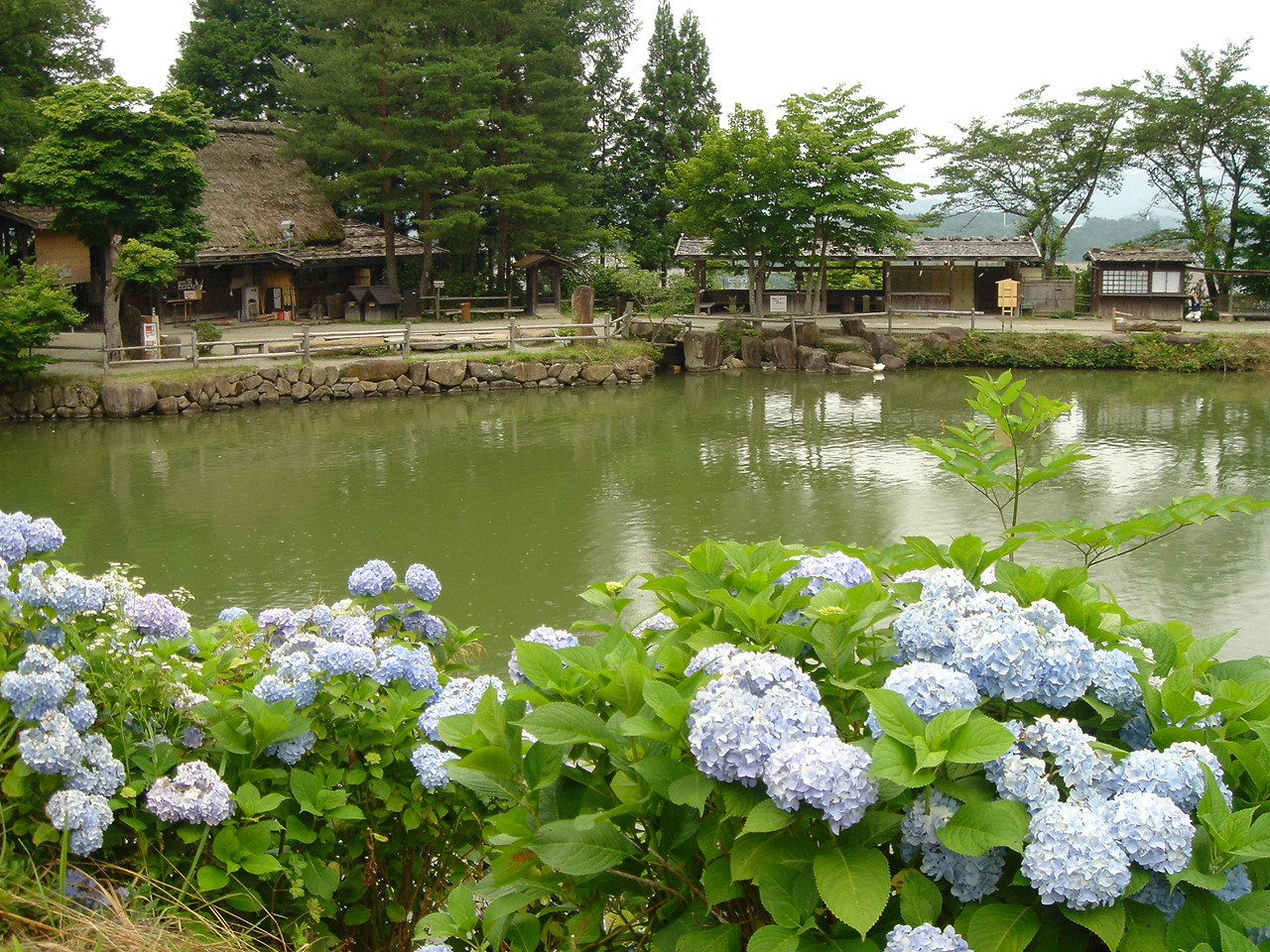
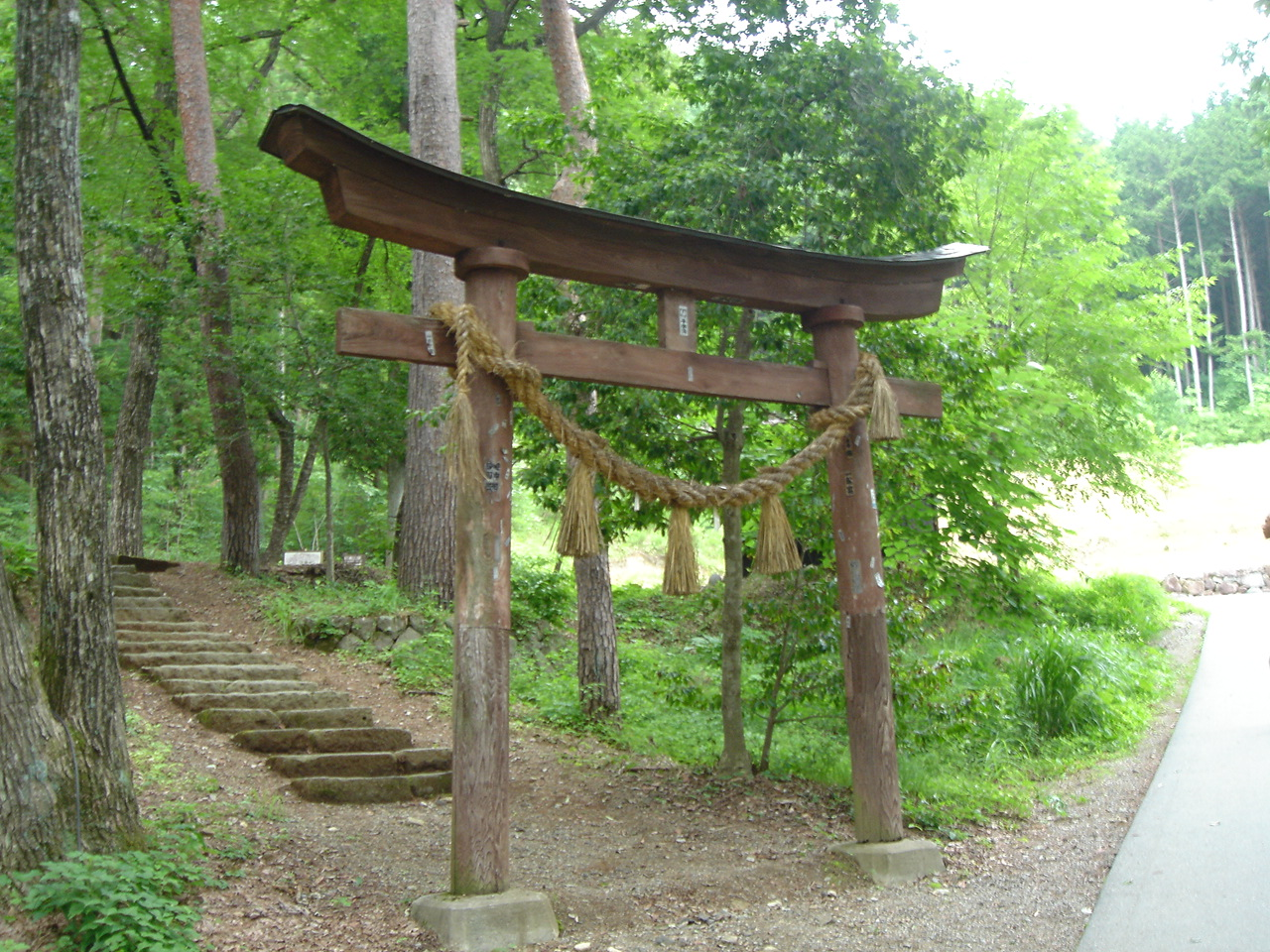
Un torii du village.
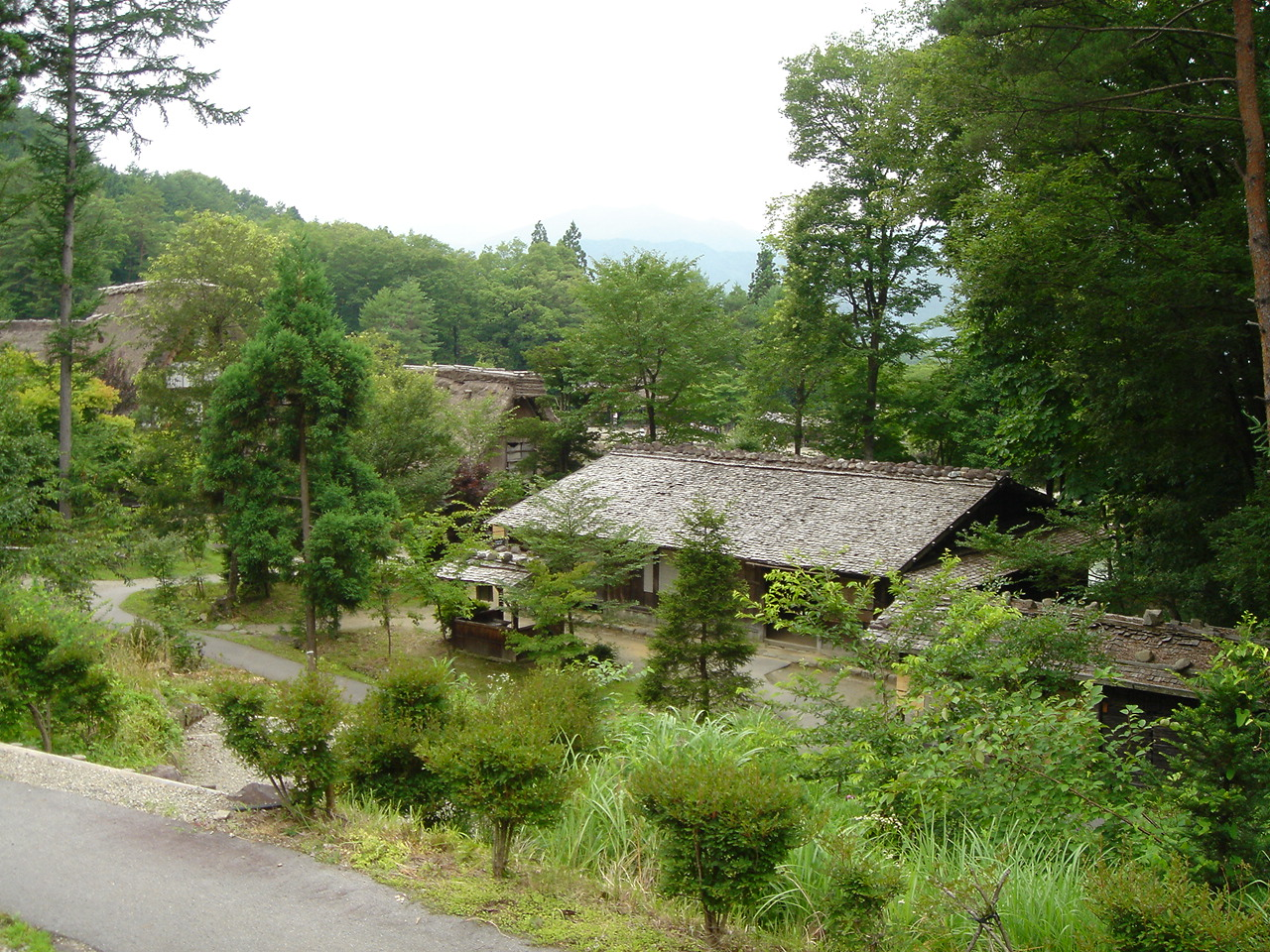

## Source
- (en) Cet article est partiellement ou en totalité issu de l’article de Wikipédia en anglais intitulé « Hida Minzoku Mura Folk Village » (voir la liste des auteurs).